# Pěnčín (ort i Tjeckien, lat 50,59, long 15,08)
Pěnčín är en ort i Tjeckien. Den ligger i den norra delen av landet, 70 km nordost om huvudstaden Prag. Pěnčín ligger 263 meter över havet och antalet invånare är 616.
Terrängen runt Pěnčín är platt västerut, men österut är den kuperad.Runt Pěnčín är det tätbefolkat, med 286 invånare per kvadratkilometer. Närmaste större samhälle är Liberec, 19,2 km norr om Pěnčín. Trakten runt Pěnčín består till största delen av jordbruksmark.